# Achada Longueira
Achada Longueira es una localidad caboverdiana del municipio de Tarrafal.

## Geografía
La localidad está situada en la isla de Santiago.

## Organización territorial
La localidad abarca los lugares y barrios de:
- Achada Pilão Cão
- Achada Ponciano
- Aguadinha
- Baixo Casa Branca
- Bala
- Cabeça Vaca
- Cantador
- Casa Choca
- Cutelinho
- Cutelo Mendes
- Guindão
- Monte Vermelho
- Munti Lopi
- Obra
- Ponta
- Travessa Vaz